# エンド-α-シアリダーゼ
エンド-α-シアリダーゼ（Endo-alpha-sialidase、EC 3.2.1.129）は、系統名をポリシアロシド (2->8)-α-シアロシルヒドロラーゼ
(polysialoside (2->8)-alpha-sialosylhydrolase)という酵素である。他に、endo-N-acylneuraminidase, endoneuraminidase, endo-N-acetylneuraminidase, poly(alpha-2,8-sialosyl) endo-N-acetylneuraminidase, poly(alpha-2,8-sialoside) alpha-2,8-sialosylhydrolase, endosialidase, endo-N等とも呼ばれる。以下の化学反応を触媒する。
オリゴまたはポリシアル酸の(2->8)-α-シアロシル結合をエンド型で加水分解する。